# بير آجي براندت
بير آجي براندت (بالدنماركية: Per Aage Brandt)‏ هو لغوي وشاعر دنماركي، ولد في 26 أبريل 1944 في بوينس آيرس في الأرجنتين.

## وصلات خارجية
- بير آجي براندت على موقع IMDb (الإنجليزية)
- بير آجي براندت على موقع ميوزك برينز (الإنجليزية)